# سیارک ۱۸۰۱۲
سیارک ۱۸۰۱۲ (به انگلیسی: 18012 Marsland، نامگذاری:1999JM114) هجده هزار و دوازدهمین سیارک کشف شده‌است که در ۱۳ مه ۱۹۹۹ کشف شد.
قدر مطلق سیارک برابر ۲۰.۴ است.